# Врбас
Врбас — річка в західній частині Боснії і Герцеговини, притока Слави.
Довжина близько 250 км, площа водозбору близько 5900 км². Витікає з двох джерел на горі Зец (відгалуження Враниці), 1780 м над рівнем моря. Річка прорізає композитну долину, проходячи крізь Скопельську долину, Вінецьку ущелину, Яєцьку долину, долину каньйонів Тєсно, Баня-Луцьку долину, а в нижній течії — через Лієвче-полє. Притоки: Врбаня, Плив, Угар та інші.
На річці побудовано кілька великих ГЕС (ГЕС Бочаць та ін.). На березі річки та в її околицях розташовані населені пункти Верхній Вакуф, Нижній Вакуф, Бугойно, Яйце, Баня-Лука, Лакташі і Србац.